# Feng Shaofeng
Feng Shaofeng (馮紹峰, né le 7 octobre 1978), aussi connu sous le nom de William Feng, est un acteur et chanteur chinois. Formé à l'académie de théâtre de Shanghai, il devient célèbre pour son rôle dans la série fantastique Palace (en) (2011) et est classé à la 33e place dans la liste des 100 célébrités chinoises de Forbes (en) en 2012. Il remporte le Prix des Cent Fleurs du Meilleur acteur pour son rôle dans Le Dernier Loup (2015) de Jean-Jacques Annaud. Il est également connu pour son rôle de Yuchi Zhenjin dans la série des Détective Dee de Tsui Hark et de Tang Sanzang dans la série des Monkey King de Soi Cheang.

## Biographie
Né à Shanghai, Feng est l'enfant unique d'un fonctionnaire. Fortement influencé par sa mère artiste, il commence à prendre des leçons de violon et à participer à diverses activités parascolaires durant sa jeunesse. Après avoir terminé ses études secondaires, il postule à l'académie de théâtre de Shanghai où il est accepté avec une bourse,.
Feng fait ses débuts au cinéma en 1998 et apparaît dans plusieurs séries télévisées, notamment Boy & Girl (en), Wind and Cloud 2 (en), Assassinator Jing Ke (en), Sigh of His Highness (en), et The Conquest (en).
Il gagne plus d'attention après avoir joué dans The Drive of Life (en), co-production sino-hongkongaise entre TVB et CCTV. Il joue ensuite dans le drame historique Yun Niang aux côtés d'Ady An et Leanne Liu, qui se place numéro un dans les côtes d'audience lors de sa première diffusion sur SMG. Il retrouve Ady An dans Four Women Conflicts, et son rôle dans la série lui vaut de remporter le Prix du Meilleur acteur selon le public par Fujian TV Station. En 2010, il joue le rôle de Liu Zhang (en) dans Beauty's Rival in Palace (en).
Feng devient populaire après avoir joué dans Palace (en) (2011), l'un des dramas chinois les plus populaires de l'année,. La même année, il joue dans le film historique White Vengeance de Daniel Lee, où il interprète Xiang Yu, le puissant seigneur de guerre.Ce rôle lui vaut de remporter deux prix : celui de « Nouveau venu le plus lucratif » et celui de « Interprétation exceptionnelle » au Festival du film de Harbin en 2011.
Feng joue ensuite dans Painted Skin: The Resurrection (2012), suite du succès Painted Skin  (2008) de Gordon Chan. Il apparaît ensuite aux côtés de Fan Bingbing dans Double Xposure (en), thriller romantique de Li Yu (en).
En 2013, Feng tient le rôle du prince Gao Changgong (en) dans le drama historique Prince of Lan Ling (en). La série obtient de bonnes critiques à Taiwan, battant le record établi par Three Kingdoms (en), et permet à Feng de gagner plus de reconnaissance dans la région. La même année, il joue dans le film d'action Détective Dee 2 : La Légende du Dragon des mers de Tsui Hark et remporte le Prix de l'acteur le plus populaire au Festival du film étudiant de Pékin (en) de 2014.
En 2014, Feng joue aux côtés de Tang Wei dans The Golden Era d'Ann Hui, qui clôt la Mostra de Venise. Son rôle de Xiao Jun, écrivain de gauche n’ayant pas peur d’exprimer ses sentiments, lui vaut les éloges de la réalisatrice. Il avait demandé à ne pas recevoir de salaire pour aider le film à se faire en raison de son admiration pour Ann Hui car il voulait travailler avec elle depuis de nombreuses années. La même année, il joue dans le road-trip The Continent (en) de Han Han.
En 2015, Feng tient le premier rôle dans le film franco-chinois Le Dernier Loup, adapté du roman de Jiang Rong. Il joue un étudiant chinois envoyé en Mongolie-Intérieure pour enseigner et apporter la culture à une tribu de bergers nomades et qui se lie d'amitié avec un louveteau. Feng et Shawn Dou (en) ont travaillé leurs rôles en nettoyant les cages des loups et en les nourrissant et se sont formés à l'équitation. Le film vaut à Feng son premier trophée du meilleur acteur à la 33e cérémonie du Prix des Cent Fleurs. La même année, il joue dans Le Problème à trois corps (en), l'adaptation du roman éponyme.
Feng joue ensuite Tang Sanzang dans The Monkey King 2 (2016), ainsi qu'aux côtés de Victoria Song dans le drama fantastique Ice Fantasy (en), adapté du roman éponyme de Guo Jingming, ainsi que dans le remake chinois (en) de Le Mariage de mon meilleur ami.
Feng revient à la télévision avec un autre drama fantastique, The Starry Night, The Starry Sea (en) (2017), aux côtés de Bea Hayden (en). La même année, il joue avec Liu Yifei dans la comédie fantastique Hanson and the Beast (en). Il tient également le rôle principal masculin dans le drama historique The Story of Minglan (en).
En 2018, Feng reprend son rôle de Tang Sanzang et Yuchi dans les films The Monkey King 3 et Détective Dee : La Légende des Rois célestes,. La même année, il joue dans le film de wuxia Song of the Assassins. Il revint à la télévision avec le drama historique, The Imperial Age, dans le rôle de l’empereur Ming Yongle,.

## Vie privée
Le 16 octobre 2018, Feng annonce son mariage avec l'actrice Zhao Liying.

## Filmographie

### Cinéma
| Année | Titre                                           | Titre chinois      | Rôle                | Notes          |
| ----- | ----------------------------------------------- | ------------------ | ------------------- | -------------- |
| 2004  | Brush Up My Sisters                             | 百分百刑警         | Dan                 |                |
| 2006  | Dragon Gate Station                             | 龙门驿站之嚎月     | Hou Feng            |                |
| 2011  | White Vengeance                                 | 鸿门宴             | Xiang Yu            |                |
| 2012  | Painted Skin: The Resurrection                  | 画皮2              | Pang Lang           |                |
| 2012  | Double Xposure (en)                             | 二次曝光           | Liu Dong            |                |
| 2012  | Threads of Time                                 | 柳如是             | Chen Zilong         | [ 33 ]         |
| 2012  | Tai Chi 0                                       | 太极之零開始       | Chen Zaiyang        |                |
| 2012  | Tai Chi Hero (en)                               | 太极２ 英雄崛起    | Chen Zaiyang        | [ 34 ]         |
| 2013  | Détective Dee 2 : La Légende du Dragon des mers | 狄仁傑之神都龍王   | Yuchi Zhenjin       |                |
| 2013  | Love Will Tear Us Apart                         | 我想和你好好的     | Jiang Liangliang    | [ 35 ]         |
| 2014  | Snow Blossom (en)                               | 大寒桃花开         | Da Han              | Tourné en 2004 |
| 2014  | The Continent (en)                              | 后会无期           | Han Dong            |                |
| 2014  | The Golden Era                                  | 黄金时代           | Xiao Jun            |                |
| 2015  | Le Dernier Loup                                 | 狼图腾             | Chen Zhen           |                |
| 2015  | Dragon Blade                                    | 天将雄师           | Huo Qubing          | Guest          |
| 2015  | Bride Wars (en)                                 | 新娘大作战         | Le Prêtre           | Caméo          |
| 2016  | The Monkey King 2                               | 西游记之三打白骨精 | Tang Sanzang        |                |
| 2016  | The Bodyguard                                   | 特工爺爺           | Le docteur Hu       | Caméo          |
| 2016  | My Best Friend's Wedding (en)                   | 我最好朋友的婚礼   | Li Ran              |                |
| 2017  | Hanson and the Beast (en)                       | 二代妖精           | Yuan Shuai (Hanson) |                |
| 2018  | The Monkey King 3                               | 西遊記之女兒國     | Tang Sanzang        |                |
| 2018  | Détective Dee : La Légende des Rois célestes    | 狄仁杰之四大天王   | Yuchi Zhenjin       |                |
| 2019  | Pegasus                                         | 飞驰人生           |                     | Caméo          |
| TBA   | Le Problème à trois corps (en)                  | 三体               | Wang Lin            |                |
| TBA   | Song of the Assassins                           | 刺局               | Qi Junyuan          |                |

### Télévision
| Année | Titre                                    | Titre chinois                | Rôle                     | Notes                |
| ----- | ---------------------------------------- | ---------------------------- | ------------------------ | -------------------- |
| 1998  |                                          | 少年徐悲鸿                   | Xu Beihong               |                      |
| 1998  |                                          | 星星串                       | Wen Jun                  |                      |
| 1998  |                                          | 浦东歌谣                     | Un Garde rouge           |                      |
| 2000  |                                          | 商城没有夜晚                 | Bai Ling                 |                      |
| 2000  | Actually Don't Want to Go                | 其实不想走                   | Shen Jiaju               |                      |
| 2001  | Rising                                   | 崛起                         | Li Jinsong               |                      |
| 2001  | Father Goes Forward                      | 老爸向前冲                   | Chen Mingyuan            |                      |
| 2001  | Love Password                            | 爱情密码                     | Hao Lei                  |                      |
| 2002  | Illusion                                 | 镜花水月                     | Ren Weijian              |                      |
| 2002  | Boy & Girl (en)                          | 男才女貌                     | Yin Shan                 |                      |
| 2003  | Wind and Cloud 2 (en)                    | 风云2                        | Huaikong                 |                      |
| 2004  | First Lover                              | 初恋情人                     | Fang Zhenwen             |                      |
| 2004  | Assassinator Jing Ke (en)                | 荆轲传奇                     | Prince héritier Dan (en) |                      |
| 2004  | The Legend of Hero (en)                  | 中华英雄                     | Li Qianjun               |                      |
| 2004  | First Kind of Crisis                     | 第一种危机                   | Tong Gang                |                      |
| 2005  | Sigh of His Highness (en)                | 一生为奴                     | Ronglu                   |                      |
| 2006  | The Conquest (en)                        | 争霸传奇                     | Prince héritier You      | [ 38 ]               |
| 2006  | Deep Night                               | 夜深沉                       | Song Xinsheng            | [ 39 ]               |
| 2007  | The Drive of Life (en)                   | 岁月风云                     | Wah Chun-man             | [ 40 ]               |
| 2007  | Special Policewoman                      | 非常女警                     | Han Yue                  | [ 41 ]               |
| 2008  | Yun Niang                                | 芸娘                         | Lu Haozhong              | [ 42 ]               |
| 2008  | Women's Flowers                          | 女人花                       | Wu Yusheng               | [ 43 ]               |
| 2008  | One Thousand Teardrops                   | 一千滴眼泪                   | Meng Shaobai             | [ 44 ]               |
| 2008  | Rose Martial World (en)                  | 玫瑰江湖                     | Cen Yetong               | [ 45 ]               |
| 2009  | Traveling to Tiger Mountain              | 再向虎山行                   | Rong Kuan                | [ 46 ]               |
| 2009  | Four Women Conflict                      | 锁清秋                       | Shen Chaozong            | [ 47 ]               |
| 2009  | The Diamond Family                       | 钻石豪门                     | Shi Junchao              | [ 48 ]               |
| 2009  | A Husband and Wife                       | 夫妻一场                     | Qiu Li                   | [ 49 ]               |
| 2010  | Ghost Catcher - Legend of Beauty         | 天师钟馗之美丽传说之美丽之罪 | Huang Bingcheng          | [ 50 ]               |
| 2010  | Beauty's Rival in Palace (en)            | 美人心计                     | Liu Zhang (en)           | [ 51 ]               |
| 2010  | The Girl in Blue (en)                    | 佳期如梦                     | Meng Heping              | [ 52 ]               |
| 2010  | Horizon True Heart                       | 天涯赤子心                   | Zheng Shixian            | [ 53 ]               |
| 2011  | My Daughter                              | 夏家三千金                   | Zheng Yunhai             |                      |
| 2011  | Journey to the West (en)                 | 西游记                       | Erlang Shen              | [ 54 ]               |
| 2011  | Palace (en)                              | 宫                           | Yunsi (en)               |                      |
| 2011  | The Emperor's Harem                      | 后宫                         | Yang Yong                | [ 55 ]               |
| 2011  | Symphony of Fate (en)                    | 命运交响曲                   | Liu Chenxi               | [ 56 ]               |
| 2012  | Legend of the Military Seal              | 虎符传奇                     | Seigneur Xinling (en)    | [ 57 ]               |
| 2012  | Beijing Love Story                       | 小城大爱                     | Ouyang Yifei             | [ 58 ]               |
| 2013  | Prince of Lan Ling (en)                  | 兰陵王                       | Gao Changgong (en)       | également producteur |
| 2016  | Ice Fantasy (en)                         | 幻城                         | Ka Suo                   | également producteur |
| 2017  | The Starry Night, The Starry Sea (en)    | 那片星空那片海               | Wu Julan                 |                      |
| 2017  | Ice Fantasy Destiny (en)                 | 幻城凡世                     | Feng Suo                 | [ 59 ]               |
| 2017  | The Starry Night, The Starry Sea II (en) | 那片星空那片海2              | Wu Julan                 | [ 60 ]               |
| 2018  | The Story of Minglan (en)                | 知否？知否？应是绿肥红瘦     | Gu Tingye                |                      |
| TBA   | The Imperial Age                         | 江山纪                       | L'empereur Ming Yongle   |                      |

## Discographie
| Année | Titre                         | Titre chinois | Album                                 | Notes                       |
| ----- | ----------------------------- | ------------- | ------------------------------------- | --------------------------- |
| 2002  | Moon Flower                   | 月亮花        | The Love Story in the Fantasyland OST |                             |
| 2011  | My Only Lover                 | 唯一的恋人    | N/A                                   |                             |
| 2012  | Song of Chu                   | 楚歌          | White Vengeance OST                   | avec Liu Yifei              |
| 2012  | A Hundred Years of Revolution | 百年轮回      | N/A                                   | Thème de Fantasy Zhu Xian 2 |

## Récompenses et nominations
| Année | Prix                                                     | Catégorie                            | Film ou série                                   | Issue      |
| ----- | -------------------------------------------------------- | ------------------------------------ | ----------------------------------------------- | ---------- |
| 2011  | 24e cérémonie du Festival du film de Harbin              | Nouveau venu le plus lucratif        | White Vengeance                                 | Lauréat    |
| 2011  | 24e cérémonie du Festival du film de Harbin              | Interprétation exceptionnelle        | White Vengeance                                 | Lauréat    |
| 2012  | 12e cérémonie des Chinese Film Media Awards (en)         | Acteur le plus attendu               | White Vengeance                                 | Nomination |
| 2013  | 13e cérémonie des Chinese Film Media Awards              | Acteur le plus attendu               | Double Xposure (en)                             | Nomination |
| 2013  | 10e cérémonie des Huading Awards                         | Meilleur acteur                      | Prince of Lan Ling (en)                         | Nomination |
| 2014  | 12e cérémonie des Huading Awards                         | Meilleur acteur (Chine continentale) | Détective Dee 2 : La Légende du Dragon des mers | Nomination |
| 2014  | 21e cérémonie du Festival du film étudiant de Pékin (en) | Acteur le plus populaire             | Détective Dee 2 : La Légende du Dragon des mers | Lauréat    |
| 2014  | 14e cérémonie des Chinese Film Media Awards              | Acteur le plus attendu               | Détective Dee 2 : La Légende du Dragon des mers | Nomination |
| 2015  | 22e cérémonie du Festival du film étudiant de Pékin      | Best Actor                           | The Golden Era                                  | Nomination |
| 2015  | 33e cérémonie du Prix des Cent Fleurs                    | Best Actor                           | Le Dernier Loup                                 | Lauréat    |